# Kurt Buch
Kurt Karl Vilhelm Buch, född 9 maj 1881 i Helsingfors, död 4 januari 1967 i Herrljunga, var en finländsk kemist.
Buch blev filosofie kandidat 1904 och filosofie licentiat 1918. Han studerade fysikalisk kemi i Breslau 1906–1908, var assistent vid olika universitet 1904–1906 och 1908–1909, vid hydrografisk-biologiska havsundersökningar 1910–1917 samt talassolog vid Havsforskningsinstitutet och föreståndare för dess kemiska avdelning 1919–1935. Han blev docent i kemi 1927, var professor i kemi vid Åbo Akademi 1934–1942 och svenskspråkig professor i kemi vid Helsingfors universitet 1942–1951. 
Buch företog forskningsresor i vattnen norr om Island 1932 och 1933, i Nordatlanten 1935, vid Spetsbergen 1936. Han skrev fysikalisk-kemiska och oceanografisk-kemiska arbeten och läroböcker i kemi. Utöver doktorsavhandlingen Über die Alkalinität, Wasserstoffionenkoncentration, Kohlensäure und Kohlensäurentension im Wasser der Finnland umgebenden Meere (1918) kan nämnas Kolsyrejämvikten i Baltiska havet (1945), som belönades med Hallbergska priset. Han har medlem av Geografiska sällskapet i Finland och Finska Vetenskaps-Societeten, dess ordförande 1952–1953, och blev hedersledamot av Finska Kemistsamfundet 1951.